# العلاقات الزامبية الغينية
العلاقات الزامبية الغينية هي العلاقات الثنائية التي تجمع بين زامبيا وغينيا.

## مقارنة بين البلدين
هذه مقارنة عامة ومرجعية للدولتين:
| وجه المقارنة                                              | زامبيا                         | غينيا       |
| --------------------------------------------------------- | ------------------------------ | ----------- |
| المساحة (كم2)                                             | 752.62 ألف                     | 245.86 ألف  |
| عدد السكان (نسمة)                                         | 17.09 مليون                    | 12.72 مليون |
| الكثافة السكانية (ن./كم²)                                 | 22.71                          | 51.74       |
| العاصمة                                                   | لوساكا                         | كوناكري     |
| اللغة الرسمية                                             | لغة إنجليزية                   | لغة فرنسية  |
| العملة                                                    | كواشا زامبي، كواشا زامبي قديم ‏ | فرنك غيني   |
| الناتج المحلي الإجمالي (بليون دولار)                      | 25.81 مليار                    | 10.50 مليار |
| الناتج المحلي الإجمالي (تعادل القوة الشرائية) بليون دولار | 62.18 مليار                    | 15.24 مليار |
| الناتج المحلي الإجمالي الاسمي للفرد دولار أمريكي          | 1.30 ألف                       | 531         |
| الناتج المحلي الإجمالي للفرد دولار أمريكي                 | 3.90 ألف                       | 1.22 ألف    |
| مؤشر التنمية البشرية                                      | 0.586                          | 0.411       |
| رمز المكالمات الدولي                                      | +260                           | +224        |
| رمز الإنترنت                                              | .zm                            | .gn         |
| المنطقة الزمنية                                           | ت ع م+02:00                    | 00          |

## منظمات دولية مشتركة
يشترك البلدان في عضوية مجموعة من المنظمات الدولية، منها:
| علم المنظمة | اسم المنظمة                                 | تاريخ انضمام زامبيا | تاريخ انضمام غينيا |
| ----------- | ------------------------------------------- | ------------------- | ------------------ |
|             | الاتحاد البريدي العالمي                     | ?                   | ?                  |
|             | يونسكو                                      | 9 نوفمبر 1964       | 2 فبراير 1960      |
|             | البنك الدولي للإنشاء والتعمير               | 23 سبتمبر 1965      | 28 سبتمبر 1963     |
|             | منظمة التجارة العالمية                      | ?                   | 25 أكتوبر 1995     |
|             | وكالة ضمان الاستثمار متعدد الأطراف          | 6 يونيو 1988        | 5 أكتوبر 1995      |
|             | البنك الإفريقي للتنمية                      | ?                   | ?                  |
|             | منظمة الشرطة الجنائية الدولية               | ?                   | ?                  |
|             | مؤسسة التمويل الدولية                       | 23 سبتمبر 1965      | 22 أكتوبر 1982     |
|             | الأمم المتحدة                               | 1 ديسمبر 1964       | 12 ديسمبر 1958     |
|             | الاتحاد الأفريقي                            | ?                   | 1963               |
|             | مجموعة دول أفريقيا والكاريبي والمحيط الهادئ | ?                   | ?                  |
|             | مؤسسة التنمية الدولية                       | 23 سبتمبر 1965      | 26 سبتمبر 1969     |
|             | منظمة حظر الأسلحة الكيميائية                | ?                   | ?                  |
|             | المركز الدولي لتسوية المنازعات الاستشارية   | 17 يوليو 1970       | 4 ديسمبر 1968      |